# Tuxer Alpen
De Tuxer Alpen, ook bekend als Tuxer Vooralpen, is een bergketen behorend tot de Centrale Alpen, gelegen in de Oostenrijkse deelstaat Tirol. De aanduiding Vooralpen is eigenlijk verwarrend, omdat er zich in het gebied meerdere bergtoppen bevinden met een hoogte boven de 2700 meter.
Het gebergte wordt in het noorden begrensd door het Unterinntal, in het oosten door het Zillertal, in het westen door het Wipptal. In het zuiden scheiden de dalen Tuxertal in het zuidoosten en het Schmirntal in het zuidwesten samen met de pas Tuxerjoch, die deze dalen verbindt, de Tuxer Alpen van de Zillertaler Alpen. Het gebergte is genoemd naar de plaats Tux in een zijdal van het Zillertal.
De hoogste top is de Lizumer Reckner met een hoogte van 2886 meter, gelegen in het Wattentaler Lizum. Het gebergte bestaat grotendeels uit leisteen, maar bij het Wattentaler Lizum bestaat het ook uit kalksteen.
De Tuxer Alpen zijn een geliefd een ski- en wandelgebied. Skigebieden zijn onder andere te vinden op de flanken van de Patscherkofel, Glungezer en Kellerjoch.

## Bergtoppen
De belangrijkste bergtoppen in de Tuxer Alpen zijn:
1. Lizumer Reckner (2886 m)
2. Rosenjoch (2796 m)
3. Rastkogel (2762 m)
4. Hirzer (2725 m)
5. Glungezer (2677 m)
6. Gilfert (2506 m)
7. Kellerjoch (2344 m)
8. Patscherkofel (2246 m)